# Grynex spinosus
Grynex spinosus är en skalbaggsart som beskrevs av Stefan von Breuning 1939. Grynex spinosus ingår i släktet Grynex och familjen långhorningar. Inga underarter finns listade i Catalogue of Life.